# Togučin
Togučin (in lingua russa: Тогучин) è una città situata nell'Oblast' di Novosibirsk, in Russia, sul fiume Inja (affluente dell'Ob'), a 125 chilometri a ovest dal capoluogo dell'Oblast, la città di Novosibirsk.

## Caratteristiche
Togučin è il centro amministrativo del distretto di Togučinskij (in lingua russa Тогучинcкий Район, letteralmente Togučinskij Rajon, traslitterato Toguchinskij Rajon). La città venne fondata nel XVII secolo e ricevette lo status di città nel 1945. Come molti insediamenti della zona, è una città industriale.

## Società

### Evoluzione demografica
- 19.600 (1959)
- 22.600 (1979)
- 23.189 (1989)
- 22.179 (2002)
- 21.825 (2006)